# Разоружение дивизии «Пинероло»
Разоружение дивизии «Пинероло» силами Народно-освободительной армии Греции ЭЛАС — военно-политическое событие во время Второй мировой войны, связанное с капитуляцией Италии 8 сентября 1943 года.

## Дивизия «Пинероло» во время оккупации Греции
Итало-греческая война 1940 года была неудачной для Италии. Греческая армия не только отразила итальянское нападение, но и перенесла военные действия на территорию Албании. Итальянское весеннее наступление 1941 года было отражено греческой армией. Возникшая угроза для союзника вынудила Германию вмешаться (Греческая операция) и разгромить греческие и британские войска. В последовавшей тройной, германо-итало-болгарской, оккупации Греции, итальянской армии была предоставлена большая часть материковой Греции, Ионические острова и часть островов Эгейского моря.

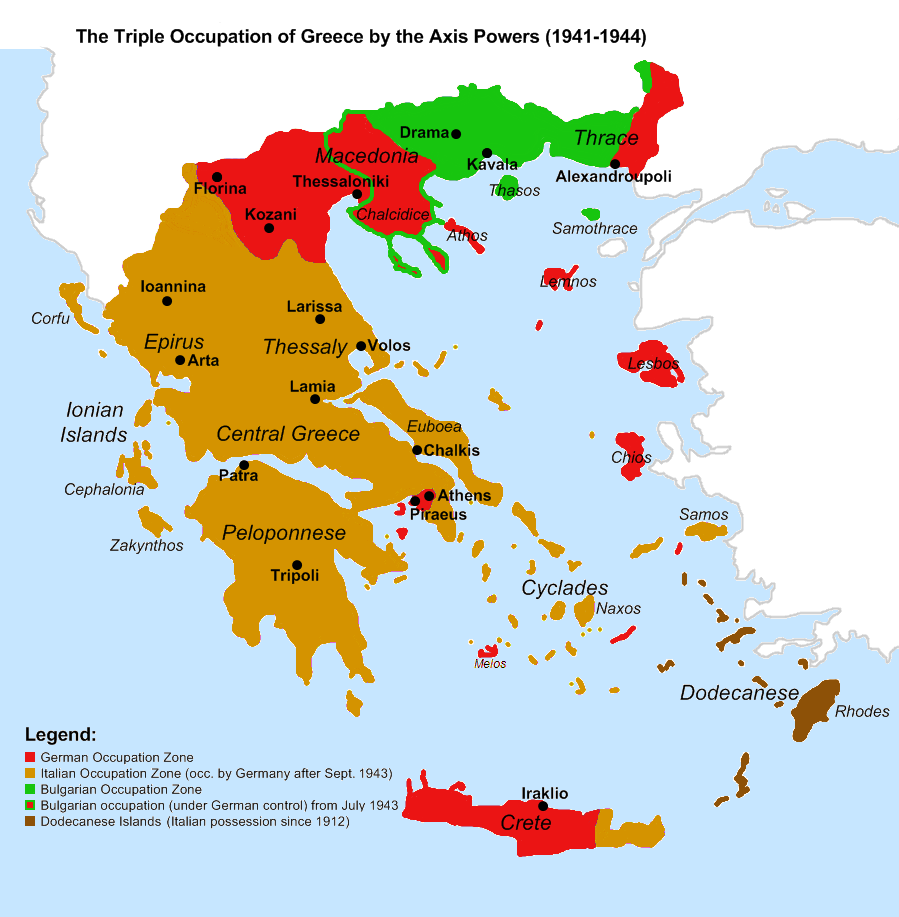
Карта трёх оккупационных зон в Греции.

8 апреля дивизия «Пинероло» получила приказ принять участие в операциях против Охрида (Македония) во время немецкого вторжения в Югославию. В июне 1941 года дивизия была переброшена в Лариссу, Фессалия, в качестве оккупационной силы и для подавления греческого сопротивления. 16 февраля 1943 года в результате нападения партизан на итальянский конвой погибли девять солдат. Подразделение под командованием генерала Чезаре Бенелли было виновно в резне в Домениконе, в результате которой в отместку были расстреляны 150 мирных жителей.
В начале июля 1943 года командира дивизии Чезаре Бенелли заменил Адольфо Инфанте, который был близок к королю Италии Виктору Иммануилу III и генералу Пьетро Бадольо. Инфанте официально заявил, что будет более мягким по отношению к греческому населению, что не помешало ему сжечь 15 августа город Алмирос после попытки партизан разоружить итальянский гарнизон.
Итальянская исследовательница Лидия Сантарелли в исследовании «Слепое насилие — итальянские военные преступления в оккупированной Греции» (LidiaSantarelli, MutedViolence: Italian war crimes in occupied Greece) подчёркивает, что из десятков итальянских преступлений, таких как расстрелы и сожжение сёл и городков Доменико, Порта, Курново и Алмирос, многие произведены 14-25 августа 1943 года, всего лишь за несколько дней до выхода Италии из войны 3 сентября 1943 года, и большинство из них было произведено в зоне ответственности «Пинероло»..

Центральная Греция — Фессалия, основной регион расположения дивизии

На момент перемирия географически дивизия располагалась следующим образом:
- 13-й, 14-й и 313-й пехотные полки в Кастория, Гревена, Волос, Алмирос и Лариса (штаб дивизии)
- 18-й артиллерийский полк в городе Лариса
- 6-й кавалерийский полк Аоста в городе Трикала
- 130-й батальон чернорубашечников в городе Эласон

Вместе с вспомогательными подразделениями дивизия в общей сложности насчитывала 14 тысяч человек.
На Балканах у немцев было 10 дивизий в Греции и Албании и 9 дивизий в Югославии. Об этом Уинстон Черчилль писал: «19 немецких дивизий были рассеяны по Балканам, в то время как мы не задействовали здесь и одной тысячи офицеров и рядовых». Болгарская армия располагалась на оккупированном болгарами юге Югославии и греческих регионах Восточная Македония и Фракия. Для того чтобы высвободить германские силы, болгарская зона постепенно стала расширяться, охватывая регион Центральная Македония.
К моменту перемирия 8 сентября 1943 года в Греции располагалась итальянская 11-я армия под командованием генерала Карло Векиярелли, насчитывавшая 12 дивизий: 58 тысяс солдат были на островах Эгейского моря и 185 тысяч в остальной Греции.

## Разоружение итальянских войск

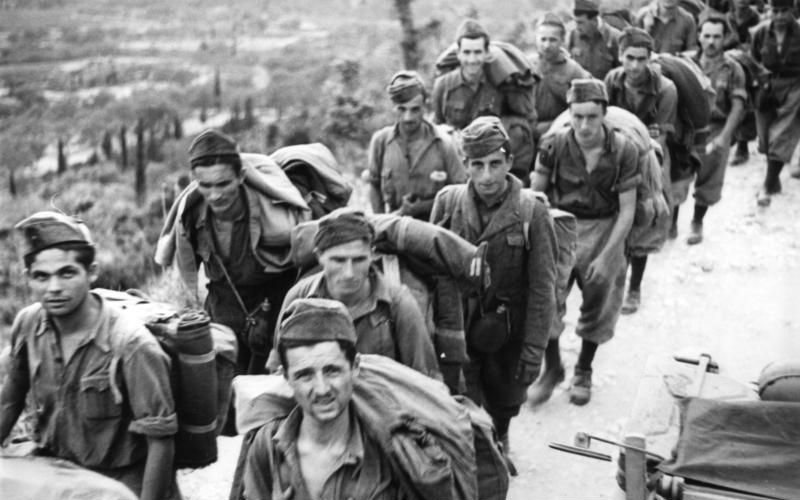
Итальянские солдаты, разоружённые немцами на острове Керкира. Сентябрь 1943.

Узнав о капитуляции Италии, Гитлер приказал разоружить все итальянские войска. Согласно соглашению между германским и итальянским командованием в Греции, в конце июля 1943 года командование 11-й итальянской армии переходило в руки германского юго-восточного оперативного штаба, руководимого генералом Александером Лёром. По всей Греции итальянцы сдавались немцам, согласно приказу Векьярелли, за малыми исключениями:
- остров Родос — после непродолжительных конфликтов, высадившиеся 6 тыс. немецких войск нейтрализовали 35 тыс. итальянцев, отправив их в лагеря военнопленных. Одновременно это означало и начало депортации местного еврейского населения в концлагеря Польши и Германии
- остров Лерос — 8 тыс. итальянцев, при поддержке высадившейся британской бригады, оказали сопротивление немецким парашютистам и морскому десанту, но были побеждены и сдались в плен
- остров Самос — 8 тыс. итальянцев дивизии Кунео, при поддержке 1 тыс. англичан и 314 греческих парашютистов (Священный отряд (1942)) и 800 партизан ЭЛАС, оказали сопротивление немецкому десанту, но в конечном итоге переправились в Малую Азию
- остров Кефалиния — Здесь произошли самые трагические события (Бойня дивизии Акви), когда после 10-дневного боя, сдавшиеся в плен итальянцы были перебиты. Общее число погибших итальянцев достигло 10 тыс.
- Остров Керкира — Здесь итальянский гарнизон, под командование Луиджи Луизиани, первоначально разоружил 450 немцев, но после высадки 1-й горной немецкой дивизии «Эдельвейс», часть итальянцев, в том числе Луизиани, были расстреляны, остальные депортированы в лагеря военнопленных.

«Пинероло» оказалась единственной итальянской дивизией, дислоцированной на материковой Греции, которая отказалась передать свое оружие немцам..
«Итальянское оружие в Греции внезапно приобрело в эти сентябрьские дни колоссальное значение. Забытая бесславная итальянская армия, в своём последнем вздохе, получила неожиданную славу. Её труп приобрёл больший вес, нежели её жизнь».
Крис Вудхауз писал в своей послевоенной книге «Яблоко раздора»: «…у миссии был приказ от генерала Вильсона сделать по возможности своим достоянием весь итальянский арсенал …оставить за собой итальянское оружие и ни в коей мере не допустить чтобы вся добыча пала в руки ЭЛАС».
Следуя этой политике и не информируя своевременно ЭЛАС о предстоящем перемирии, англичане предпочли бездействие, в результате которого подавляющая часть итальянского арсенала попала в руки немцев, а итальянские солдаты в лагеря военнопленных.
Сам Черчилль откровенно писал в своих мемуарах: «Итальянская капитуляция в сентябре 1943 года нарушила весь баланс сил в Греции. ЭЛАС сумел обеспечить для себя большую часть итальянского оружия, включая оружие целой итальянской дивизии, и достичь военного превосходства. Угроза коммунистического движения в случае немецкого отступления, которая и практически вырисовывалась сейчас возможной, требовала пристального внимания».

## Переговоры о переходе на сторону партизан

Бюст генерала Стефаноса Сарафиса. Военный музей. Афины

Уже в середине августа подпольные организации ЭАМ-ЭЛАС начали на местах переговоры с итальянцами о сдаче. Следуя полученным директивам, Вудхауз заявил главнокомандующему ЭЛАС генералу Сарафису, что итальянцы боятся ЭЛАС и хотят сдаться отрядам ЭДЕС. Сарафис ответил, что Фессалия находится в зоне ответственности ЭЛАС и что, кроме всего, здесь нет ни одного отряда ЭДЕС. Вудхауз предложил чтобы отряда ЭДЕС из Эпира прибыли в Фессалию и приняли сдачу итальянцев или чтобы итальянцы перешли в Эпир и сдались ЭДЕС. Сарафис ответил что это нарушает предыдущие договорённости о зонах ответственности. Если итальянцы хотят сдаваться в Эпире, он не будет возражать, но своё оружие они оставят здесь. Была назначена встреча с итальянцами в Порта, но итальянцы не появились. Согласно Сарафису, они были проинструктированы англичанами не появляться.
Инфанте, по просьбе немцев, передал им аэродром Ларисы, чтобы он не попал к партизанам. Аэродром был занят единственным немецким соединением в городе — строительным батальоном в 600 человек. Сам Инфанте 10 сентября двинулся на помощь гарнизону города Трикала, осаждённому партизанами ЭЛАС. Одновременно к Ларисе двинулись части СС, прибывшие из Польши. 1-я дивизия ЭЛАС окружила город Трикала, чтобы пресечь попытку кавалеристов Аосты отойти к Ларисе. Командование Аосты ждало указаний и прибытия Инфанте.
Переговоры начались 11 сентября и завершились в Порта Трикала.

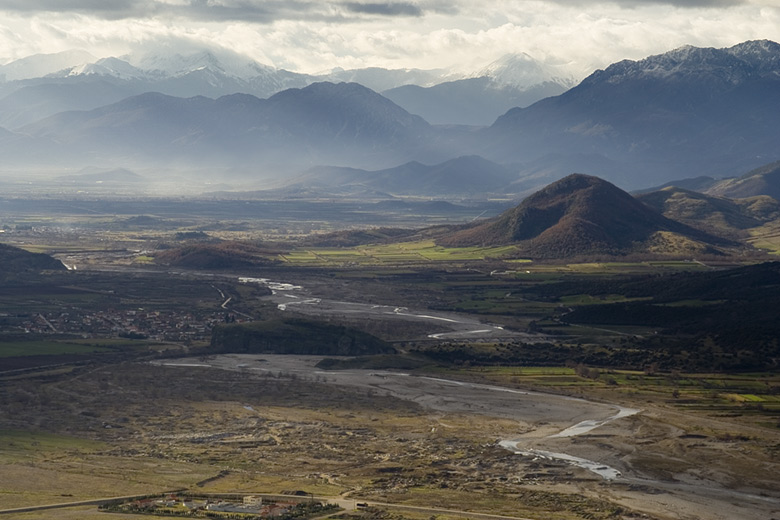
Фессалийская равнина

В это время в период с 8 сентября по 11 сентября итальянские гарнизоны региона Магнисия — города Волос — горы Пелион и Темпейской долины, а также 1500 солдат на острове Эвбея, массово сдавались или разоружались партизанами ЭЛАС. При попытке бегства в штаб дивизии в Ларису, кавалерией ЭЛАС был взят в плен командующий гарнизона Волоса генерал-майор Дель Джудиче. Получив итальянское оружие, ЭЛАС вооружила 2500 безоружных добровольцев на горе Пилион и создала 20 сентября свою 16-ю дивизию под командованием Теодороса Каллиноса. «Пинероло» стала единственным крупным итальянским соединением, части которого и отдельный персонал перешли на сторону греческого Сопротивления. Это было закреплено протоколом подписанным 11 сентября в Пили, Трикала, который подписали от дивизии генерал Инфанте, от ЭЛАС — генерал Сарафис, Велухиотис и Самариниотис, от ЭДЕС — полковник Рафтопулос, от британской миссии — подполковник Крис Вудхауз.
Протокол предусматривал, что итальянцы, изъявившие желание продолжить войну на стороне греческих партизан, сохранят оружие и малыми подразделениями будут располагаться между греческими позициями. Итальянцы, не желавшие воевать, будут разоружены и размещены в лагеря. Их оружие будет приниматься партизанскими отрядами на местах, будет описываться и делиться в том же соответствии, как делились материалы, сбрасываемые союзниками с воздуха. Пропитание итальянцев в лагерях брали на себя англичане. Когда обстановка позволит, все желающие будут перевезены в Италию.
Немецкие войска вошли в город Лариса и немедленно направились к городу Трикала, чтобы не допустить сдачу итальянцев. На их пути встала 1-я дивизия ЭЛАС, принявшая бой на шоссе Лариса-Трикала, чтобы дать возможность итальянцам отойти. Когда в полдень 12 сентября немцы вошли в Трикалу, итальянские части уже были выведены из города.
12-13 сентября прибывшие в Волос немецкие войска взяли город под контроль. 14 сентября немцы предприняли первый налёт на Пилион, но греческие партизаны отбили его. Возникла острая необходимость вывести сдавшихся итальянцев с горы Пилион через Фессалийскую равнину к предгорьям Пинда, откуда вместе с другими сдавшимися итальянцами все должны были быть переброшены выше на Пинд, чтобы избежать пленения немцами. Подпольные организации ЭАМ-ЭЛАС с успехом провели эту операцию.

## Части, сдавшиеся немцам
- 130-й батальон чернорубашечников в городе Эласон
- гарнизон города Тирнавос — 300 человек
- гарнизон города Кастория в Западной Македонии при появлении 2-го немецкого полка «Бранденбург» сдался 10 сентября по указанию Инфанте после трёхдневного боя.
- 2 тысячи солдат гарнизона города Волос
- разрозненные части гарнизонов в Фарсала, Домокос и Темпейской долине[20]

## Части, перешедшие на сторону партизан
- 1-й батальон 14-го полка
- 1-й и 3-й батальоны 313-го полка
- 1-й батальон пулемётчиков
- 6-й кавалерийский полк Аоста
- батарея 18-го артиллерийского полка

В общей сложности 5500 человек — цифра значительно меньшая 14 тысячного состава Пинероло на 8 сентября. 20 сентября Инфанте создал «Командование итальянских сил в Греции», указыв численность в 8 тысяч за счёт частей дивизии Форли и гарнизона острова Эвбея. таким образом, только половина личного состава дивизии перешла на сторону партизан.

## Бои на стороне партизан
Своё командование Инфанте разделил на 3 сектора: северный, Западная Македония; центральный, Западная Фессалия; южный, Эвритания. Штаб расположился в Пертули, где располагался и штаб ЭЛАС. Попытка англичан и Инфанте подчинить итальянцев непосредственно командованию союзного штаба Ближнего Востока встретила сопротивление Сарафиса и не увенчались успехом.
В центральном секторе 21-22 сентября итальянская артиллерия приняла участие в отражении попытки немцев вступить в горные районы Пинда. Использование 100 кавалеристов Аосты в рейде на аэродром Ларисы практически окончилось неудачей. Здесь же Вудхауз отмечает, что Каир не был извещён о том, что Пинероло находится в стадии разложения.

## Разоружение партизанами
После незначительных стычек итальянцев с немцами в сентябре Сарафис пришёл к выводу, что у итальянцев не было желания воевать и что порядок поддерживался офицерами по настоянию англичан, чтобы избежать разоружения, с целью дальнейшего возможного использования итальянцев против ЭЛАС. Читая внимательно приказы Инфанте, в которых шла речь о коммунистическом ЭЛАС, ставившем себе целью установление большевистского режима в Греции, командование ЭЛАС пришло к окончательному заключению, что командир дивизии находился под влиянием британской миссии. Генеральный штаб ЭЛАС пришёл к заключению, что итальянцы скорее всего в случае немецкого наступления оставят свои позиции, внеся смятение в частях ЭЛАС. Одновременно, по поступавшей информации с мест, часть итальянских офицеров продолжала быть верной фашизму и была готова к сотрудничеству с немцами.
Примечательна оценка военного министерства США: «дивизия Пинероло и кавалерийский полк Аосты перешли на сторону ЭЛАС и ЭДЕС и было запланировано, что они будут действовать как организованные воинские формирования. После того как одну операцию, предложенную им, итальянцы отклонили, а другая закончилась полной неудачей, греки разоружили и дивизию и полк и стали принимать только добровольцев из них в свои соединения» (Военное министерство США, бюллетень номер 20243. Германские операции против партизан на Балканах. Греческое издание 1999 года, стр. 73).
Джон Малган, свидетель событий, писал: «было очевидно, что греческие партизаны рано или поздно разоружат их… итальянцы знали об этом, но не предприняли никаких попыток, чтобы избежать разоружения».
В условиях создавшейся конфронтации с англичанами и чтобы пресечь их попытки использовать итальянцев против ЭЛАС, 13 октября Генеральный штаб ЭЛАС принял решение о разоружении дивизии. Секретным приказом  операция была назначена на 14 октября. 150 партизан-кавалеристов ЭЛАС внезапной атакой разоружила 800 человек кавалерийского полка Аосты — самой боеспособной части дивизии Пинероло. В двухчасовом часовом бою погибло 19 итальянцев. Остальные итальянские части сдались без сопротивления. Части дивизии, располагавшиеся в Западной Македонии и Эвритании, были разоружены несколькими днями ранее, поскольку в письменной форме заявили, что не желают более воевать.
В вежливом послании-объяснении Инфанте командование ЭЛАС вело речь о вынужденном «дружественном разоружении», во избежание сотрудничества офицеров-фашистов дивизии с немцами, что поставило бы под угрозу его самого и итальянцев-демократов. В листовке к «офицерам и солдатам, братьям итальянцам» говорилось, что ЭЛАС не имеет ничего против них: «вы отдали нам своё оружие, не чувствуйте себя опозоренными», «итальянский и греческий народы — братья, смерть немцам и фашистам. Да здравствует свободная Греция. Да здравствует свободная Италия.»
Офицеры британской миссии были возмущены не столько нарушением соглашения, сколько тем, что значительный и современный арсенал оказался у ЭЛАС, обеспечив ему преимущество против ЭДЕС, что нарушало планы британского правительства по сохранению монархии в Греции. В отместку миссия прекратила все поставки, в том числе продовольствия, что сразу ощутили на себе итальянцы.
По оценам командования ЭЛАС, разоружение дивизии «Пинероло» повысило боевой дух и дало Народно-освободительной армии Греции арсенал, не мыслимый несколькими неделями раннее. Только за счёт части вооружения итальянской дивизии была создана на горе Пелион ещё одна, 16-ю дивизию ЭЛАС, которая вскоре была переброшена в Среднюю Грецию. Разоружение кавалерийского полка Аосты и захват его 800 коней дали возможность для формирования Фессалийской кавалерийской бригады ЭЛАС.

## Трагедия разоружённых
Разоружённая дивизия оказалась в одной из самых бедных областей Греции, разорённой к тому же войной. В целях безопасности рядовой и офицерский состав дивизии и других итальянских подразделений был спешно переведен и сконцентрирован в районе довоенного летнего курорта Нерайда на высоте 1150 м, где ЭЛАС имела аэродром (3500 человек); в районе Гревена, Западная Македония (3500 человек); в районе Карпениси-Ласпи (2500 человек)
С 17 октября началась массовая операция немецких войск (2 дивизии, 20 тысяч), при поддержке бронетехники и авиации, которые 4 колоннами из городов Трикала, Янина, Арта и Коница сошлись клиньями и заняли Мецово и Каламбака. Бои продолжались 40 дней. Разрушения сёл были огромны. «В ноябре и декабре 1943 года казалось, что все сёла Греции горели».
Вудхауз заявил после этих боёв Сарафису: «Немцы, наконец, осознали, что не могут разгромить ЭЛАС». На что Сарафис ответил: «не только немцы».

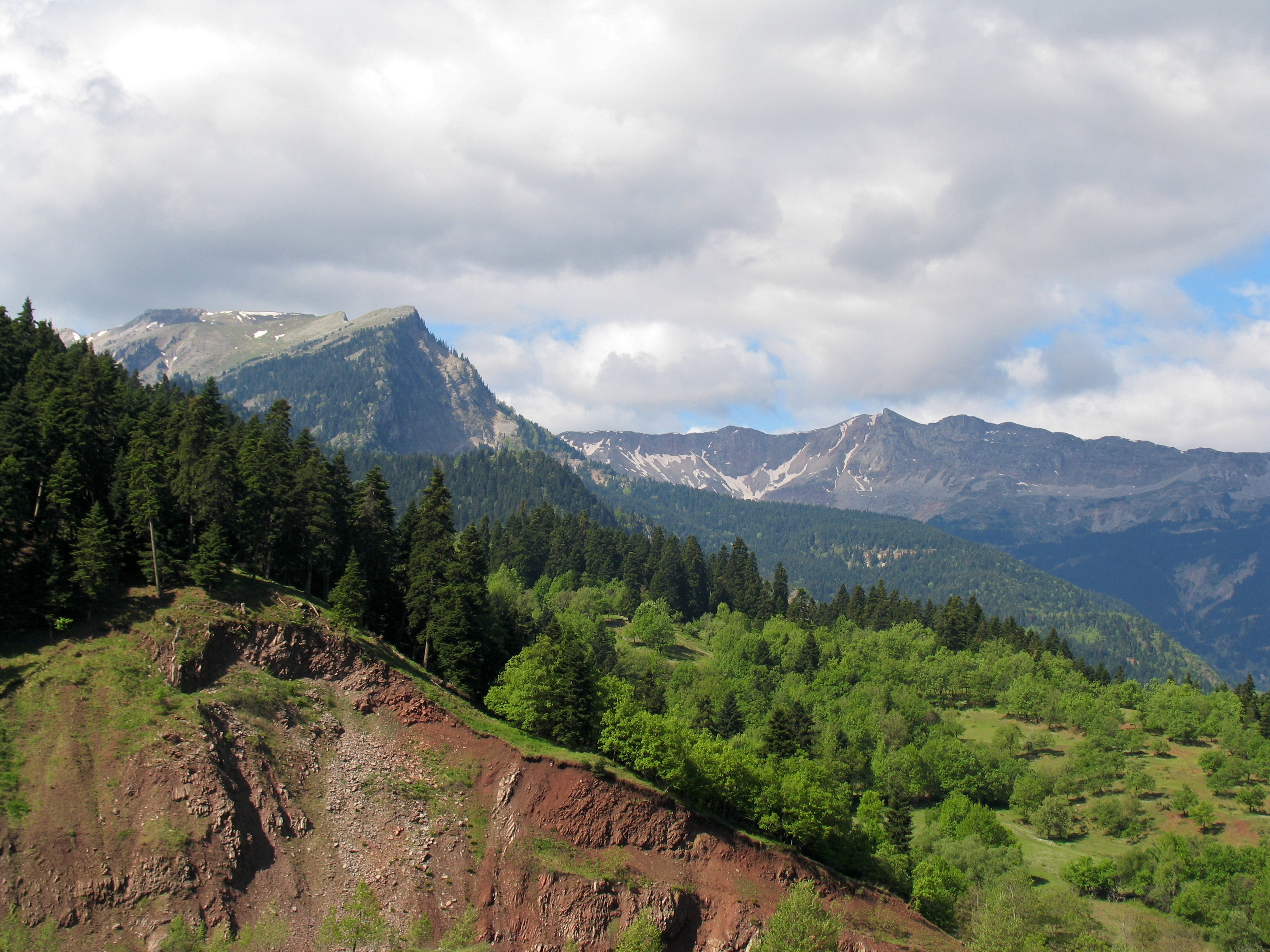
Пинд в районе Нерайды

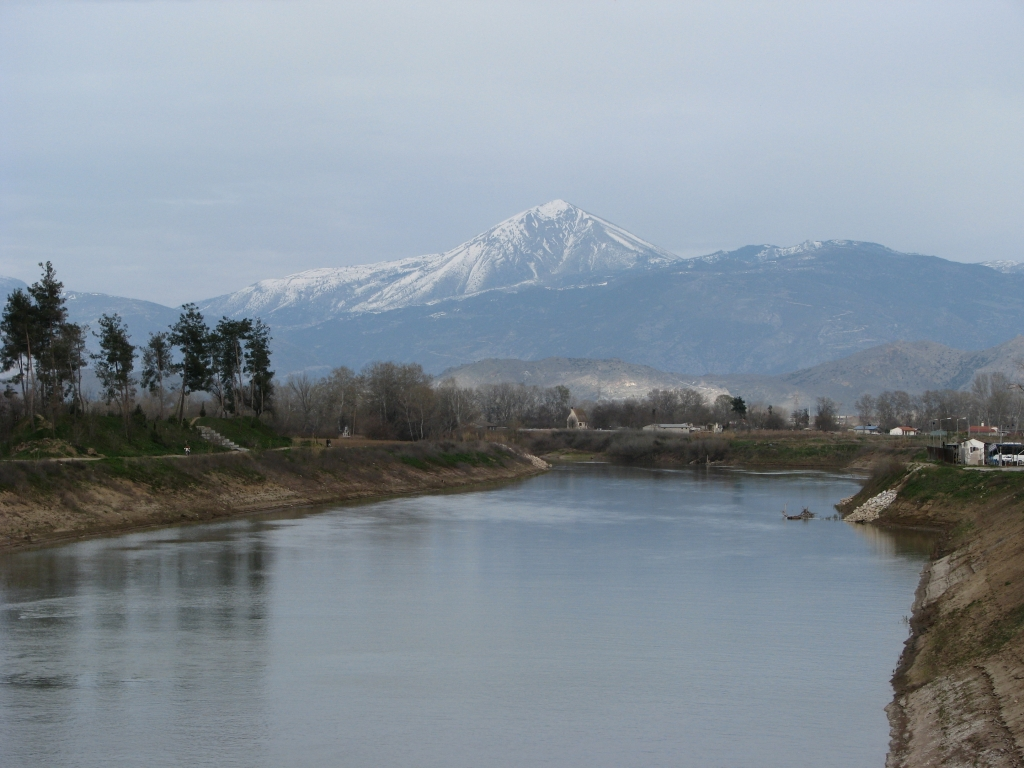
Гора Оса

7 ноября 2 немецкие колонны из городов Ламия и Агринион замкнули окружение в Карпениси. 42-му полку ЭЛАС не удалось их остановить. Находившиеся в городе 2500 итальянцев были спешно переброшены в Нерайду, где число итальянцев достигло 6 тысяч, и ситуация с их обеспечением стала критической. Расположившись в заброшенном курортном селе Нерайда и в ельнике вокруг него, итальянцы страдали от недоедания и проводили время в поисках каштанов и орехов в лесах. Многие страдали от дизентерии.
Немецкое наступление продолжилось, и немцы вошли в Нерайду 27 ноября. Итальянцы рассеялись по горам. В зимнее время и без пищи многие предпочли сдаться. В их числе и генерал Дель Джудиче. В госпитале Нерайды немцы расстреляли 50 раненых и больных итальянцев и сожгли село. 20 дней итальянцы бродили голодными и замёрзшими по горам. Когда немцы ушли, из 6 тысяч итальянцев в Нерайду вернулись 4 тысячи. Многие разбрелись по разным деревням, другие умерли. Однако согласно американским данным, 1500 итальянцев сдались немцам. В Нерайде итальянцы прожили суровую зиму до марта 1944 года, пока командование ЭЛАС не рассеяло их по деревням и семьям, чтобы спасти от верной смерти.
Живя в землянках и без питания, итальянцы десятками умирали от голода, холода и болезней. Партизаны, сами голодавшие, не были в состоянии прокормить итальянцев. Командир Первой дивизии генерал Д. Флулис публично обвинил британскую миссию в том, что после того как итальянцы сдали оружие, интерес и обязательства к ним пропали. В то время как аэродром был использован для вывоза Инфанте, сюда не приземлялся ни один самолёт с грузом подовольствия. Рацион в 50 грамм хлеба и 3 ложки фасоли не спасал от массовой гибели. Сарафис писал, что в тот период проблема итальянцев была единственной темой разговора с британской миссией. Британская миссия отвечала, что не может заниматься итальянцами, пусть лучше сдаются немцам.
В этой ситуации ЭЛАС не оставалось ничего другого, как рассеять итальянцев по деревням на обширной территории. Мера оказалось спасительной. Но, несмотря на предпринятые усилия и рассеяние итальянцев, кроме западной Фессалии, в регионы Западная Македония и Эвритания, число умерших от голода и болезней достигло 1500 человек. Итальянские источники говорят о 1150 погибших и умерших, 2250 раненых и 1500 пропавших без вести. Это делает  дивизию «Пинероло» второй многострадальной итальянской дивизией в оккупированной Греции после дивизии Акви, хотя и по другим причинам.

## Эпилог
Генерал Инфанте стал заместителем начальника генерального штаба Италии, а затем помощником принца Умберто II и был им до падения монархии. Генерал Дель Джудиче был расстрелян немцами за пассивность, проявленную при разоружении гарнизона Волоса.
Итальянское правительство в 1953 году приняло решение о сборе останков погибших дивизии Пинероло. Некоторые итальянские антифашисты остались до конца войны в рядах греческих партизан:
- 400 человек в Западной Македонии, составивших 4 роты под командованием майора Джузеппе Раймонди
- 18 человек, оставшихся до конца войны на горе Оса
- отдельные лица технического и медицинского персонала, вступившие в соединения ЭЛАС